# Polarimetria
|  | No s'ha de confondre amb Polarografia. |

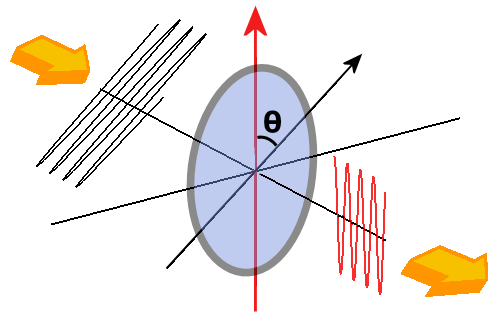
Esquema de la rotació que sofreix la llum polaritzada després de travessar una dissolució amb un solut òpticament actiu

La polarimetria és una tècnica analítica basada en la determinació de la rotació del pla de vibració de la llum polaritzada després d'haver travessat una dissolució el qual solut és una substància òpticament activa.
El valor de l'angle de rotació depèn de la natura de l'espècie òpticament activa, de la longitud d'ona de la llum emprada i de la longitud del camí que recorren els raigs dins de la dissolució. D'acord amb el sentit de la rotació, les substàncies són classificades en dextrogires, si l'angle gira cap a la dreta; i en levogires, si gira cap a l'esquerra. Els aparells emprats per a mesures polarimètriques s'anomenen polarímetres.

## Aplicacions

### Anàlisi qualitativa
La rotació òptica d'una substància pura, sota condicions especificades (concentració, longitud del camí recorregut, temperatura), proporciona una constant física fonamental que és útil per identificar dita substància, de manera semblant al punt de fusió, al punt d'ebullició o a l'índex de refracció. L'activitat òptica és característica de molts de productes naturals com ara els aminoàcids, els esteroides, els alcaloides i els glúcids.

### Determinació estructural
S'utilitzen mesures de rotació òptica de substàncies abans i després d'una reacció química, la qual cosa permet disposar d'informació sobre les seves estructures. S'ha emprat en esteroides, en glúcids, en aminoàcids i en altres compostos orgànics.

### Anàlisi quantitativa
A partir de corbes de calibratge empíriques es pot relacionar concentració amb la magnitud de la rotació òptica, la qual cosa permet després determinar concentracions desconegudes. Troba una gran aplicació en la indústria dels sucres, ja que s'empra com a mètode de control de qualitat en els diversos estadis del procés de refinatge i en la determinació de sucres en els productes que els contenen (sacarimetria).